# 2070 Humason
A 2070 Humason (ideiglenes jelöléssel 1964 TQ) a Naprendszer kisbolygóövében található aszteroida. Az Indianai Egyetem (Indiana University) tulajdonában és az Indiana Astronomical Society (Indianai Csillagászati Társaság) kezelésében lévő Goethe Link Observatory csillagvizsgáló fedezte fel 1964. október 14-én.